# Andrea Huser
Andrea Huser (Alt Sankt Johann, 11 de desembre de 1973 - Saas-Fee, 28 o 29 de novembre de 2020) va ser una esportista suïssa, que va competir en ciclisme de muntanya, curses de muntanya d'ultradistància i triatló. Va guanyar una medalla d'or al Campionat d'Europa de ciclisme de muntanya de 2002 i una medalla de bronze al Campionat d'Europa de triatló d'hivern de 2012.

## Trajectòria
Huser va destacar com a esportista de muntanya extrema. Es va proclamar vencedora del Campionat d'Europa el 2002 i quarta al Campionat del Món de 2004 en camp a través en marató de ciclisme de muntanya. Posteriorment, va destacar en triatló gràcies a les dues victòries a l'Inferno Triathlon (2011 i 2012) i a la medalla de bronze al Campionat d'Europa de triatló d'hivern de 2012, darrera de la vencedora txeca Héléna Erbenová i la noruega Borghild Løvset, després que donés molt bons resultats de resistència en esquí de fons. Pel que fa a les curses de muntanya d'ultradistància va finalitzar la seva trajectòria competitiva després de proclamar-se vencedora, en dues ocasions, del Grand Raid (2016 i 2017) i de l'Eiger Ultra Trail (2016 i 2017), convertint-se així en doble campiona suïssa de curses de muntanya (trails). En aquelles mateixes temporades també va aconseguir el subcampionat de l'Ultra-Trail World Tour 2016.
Huser va morir el novembre de 2020 als 46 anys mentre es trobava entrenant a la localitat suïssa de Saas-Fee. La família va denunciar la seva desaparició a les autoritats hores després que hagués sortit a córrer el dissabte 28 de novembre i no tornar a casa. Es va trobar el seu cos el 29 de novembre, i es va determinar que va morir a causa d'una relliscada després de creuar un rierol, desplomant per uns 140 metres.

## Palmarès internacional
| Ciclisme de muntanya | Ciclisme de muntanya | Ciclisme de muntanya | Ciclisme de muntanya | Ciclisme de muntanya    |
| Any                  | Campionat            | Lloc                 | Posició              | Prova                   |
| -------------------- | -------------------- | -------------------- | -------------------- | ----------------------- |
| 2002                 | Campionat d'Europa   | Zúric (Suïssa)       | 1                    | Camp a través en marató |

| Triatló d'hivern | Triatló d'hivern   | Triatló d'hivern   | Triatló d'hivern | Triatló d'hivern |
| Any              | Campionat          | Lloc               | Posició          | Prova            |
| ---------------- | ------------------ | ------------------ | ---------------- | ---------------- |
| 2012             | Campionat d'Europa | Carcoforo (Itàlia) | 3                | Individual       |